# Curtiss CS
Curtiss CS (hay Model 31) là một loại máy bay ném bom ngư lôi và trinh sát được Hải quân Hoa Kỳ sử dụng trong thập niên 1920.

## Biến thể

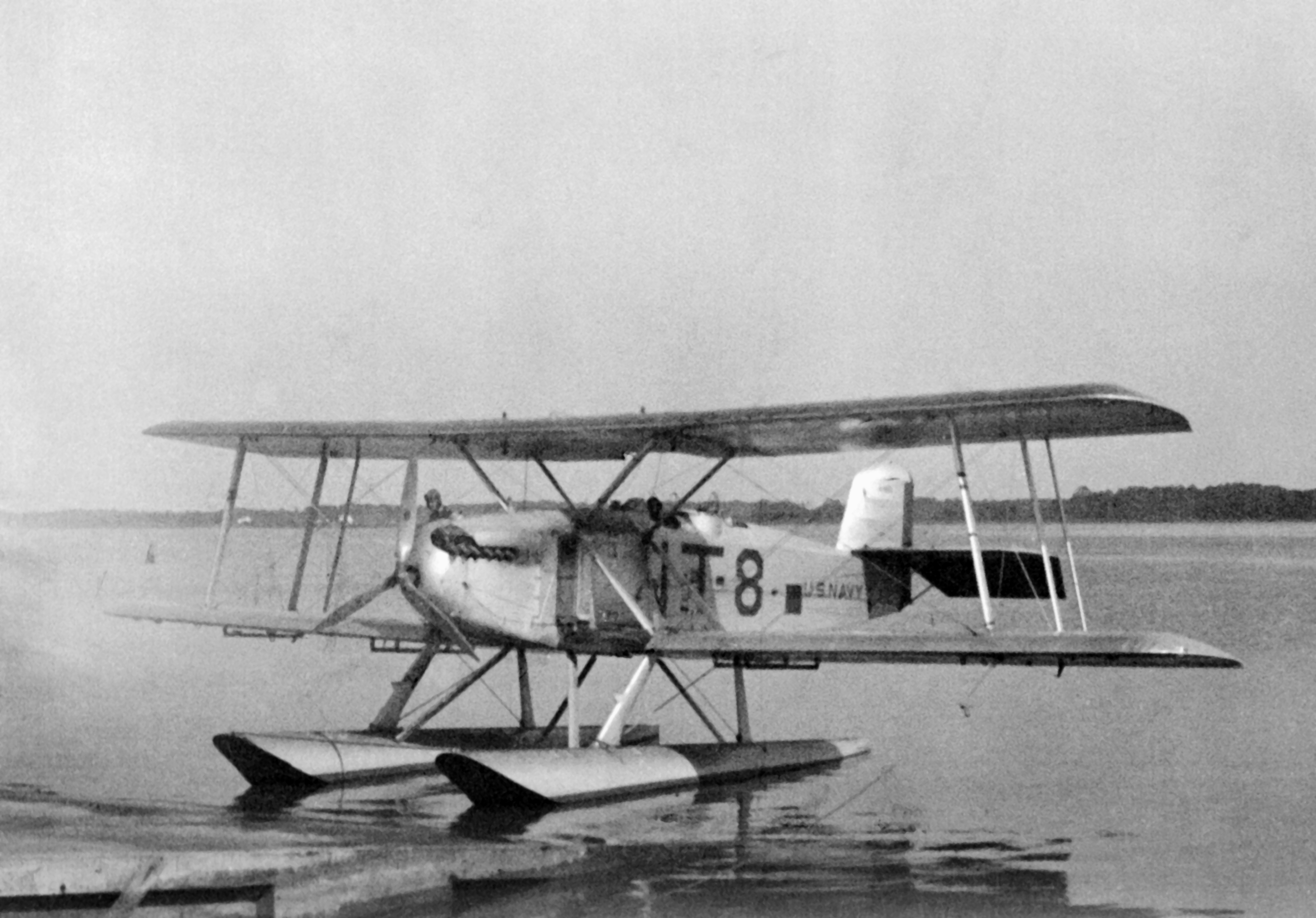
Martin SC-1 tại Langley

Curtiss CS-1
Curtiss CS-2
Curtiss CS-3
Martin SC-1
Martin SC-2
Martin T2M
Martin XSC-6
Martin SC-6
XSC-7

## Quốc gia sử dụng
Hoa Kỳ
- Hải quân Hoa Kỳ

## Tính năng kỹ chiến thuật (SC-2 bản trên bộ)
Dữ liệu lấy từ Hải quân Hoa Kỳ Aircraft since 1911 
Đặc tính tổng quát
- Kíp lái: 3
- Chiều dài: 37 ft 9 in (11,51 m)
- Sải cánh: 56 ft 7 in (17,25 m)
- Chiều cao: 14 ft 8 in (4,47 m)
- Diện tích cánh: 856 foot vuông (79,5 m2)
- Trọng lượng rỗng: 5.007 lb (2.271 kg)
- Trọng lượng có tải: 8.422 lb (3.820 kg)
- Động cơ: 1 × Wright T-3 kiểu động cơ V12, làm mát bằng nước, 585 hp (436 kW)

Hiệu suất bay
- Vận tốc cực đại: 103 mph (166 km/h; 90 kn) trên mực nước biển
- Tầm bay: 1.018 mi (885 nmi; 1.638 km)
- Trần bay: 8.000 ft (2.438 m)
- Thời gian lên độ cao: 10 phút lên độ cao 2.000 ft (610 m)

Vũ khí trang bị

- Súng: 1 × súng máy
- Bom: 1 × ngư lôi 1.618 lb (734 kg)